# Litogamasus falcipes
Litogamasus falcipes är en spindeldjursart som beskrevs av Lee och Hunter 1974. Litogamasus falcipes ingår i släktet Litogamasus och familjen Ologamasidae. Inga underarter finns listade i Catalogue of Life.